# Thomas Westphal
Thomas Westphal (Lubecca, 22 febbraio 1967) è un politico tedesco, sindaco di Dortmund dal 1º novembre 2020.